# Kenn Davis
Pour les articles homonymes, voir Davis.
Kenn Davis, né Kenneth Allan Schmoker le 20 février 1932 à Salinas en Californie et mort le 12 janvier 2010 à Roseville en Californie, est un peintre et un écrivain américain, également producteur de cinéma et scénariste. Ami de Richard Brautigan, il est associé à la Beat Generation et au surréalisme par ses peintures. Il est le frère de l’auteur de romans policiers John Trinian.

## Biographie
Il naît Salinas en Californie avant de déménager avec sa mère et son frère à San Francisco à la suite du divorce de ses parents. Pendant la Seconde Guerre mondiale, il est envoyé dans un pensionnat dans le comté de Marin. À la fin du conflit, il revient chez sa mère et prend le nom de son beau-père, Davis. Son frère opte pour le nom de Zekial Marko et deviendra connu sous le nom de plume de John Trinian. Il suit les cours de la City College of San Francisco avant d’être engagé par l’armée en 1952. Il sert pendant la guerre de Corée et quitte l’armée en 1954. Il reprend alors ses études qu’il termine au San Francisco Art Institute.
Il s’établit comme peintre et fréquente le mouvement de la Beat Generation. Il y rencontre notamment l’écrivain Richard Brautigan avec qui il se lie d’amitié. D’inspiration surréaliste, ses peintures s’apparentent au réalisme magique, dans la lignée des œuvres de Jérôme Bosch. Il est engagé par le quotidien San Francisco Chronicle comme illustrateur et retoucheur photo en 1964, métier qu’il exerce jusqu’en 1984, date à laquelle il démissionne. 
Il commence une carrière de romancier en 1976 avec la collaboration de John Stanley. Ils signent ensemble le roman policier The Dark Side, premier volume d’une série mettant en scène le vétéran de la guerre du Viêt Nam Carver Bascombe, un poète et détective privé exerçant à San Francisco.  L’année suivante, il participe comme producteur et scénariste au film d’horreur Nightmare in Blood réalisé par Stanley. Il poursuit ensuite seul l’écriture des aventures de Bascombe jusqu’au début des années 1990, avant de revenir à la peinture.
En France, il compte quatre traductions dans la collection Polar U.S.A. de l'éditeur Gérard de Villiers.

## Œuvre

### Romans

#### SérieCarver Bascombe
- The Dark Side (1976) (avec John Stanley)
- The Forza Trap (1979) Publié en français sous le titre Mort d’une diva, traduction de Christiane Poulain, Paris, Éditions Gérard de Villiers, coll. « Polar U.S.A. » no 39, 1990.
- Words Can Kill (1984) Publié en français sous le titre Un silence de mort, traduction de Claude Yelnick, Paris, Éditions Gérard de Villiers, coll. « Polar U.S.A. » no 9, 1988.
- Melting Point (1986) Publié en français sous le titre Paroxysme, traduction de Joëlle Girardin, Paris, Éditions Gérard de Villiers, coll. « Polar U.S.A. » no 22, 1989.
- As October Dies (1987) Publié en français sous le titre La Nuit des sorcières, traduction de Claude Yelnick, Paris, Éditions Gérard de Villiers, coll. « Polar U.S.A. » no 18, 1989.
- Nijinsky Is Dead (1987)
- Acts Of Homicide (1989)
- Blood of Poets (1990)

#### Autres romans
- Bogart '48 (1980) (avec John Stanley)
- Dead to Rights (1981)

### Tableaux et toiles
- Point of View (1954)
- Impression of Actor Ben Gazzara (1957)
- Richard Brautigan as a Young Poet (1959)
- Family Dynamics (1960)
- A Man Possessed (1961)
- Procedure for Inaugural Hopes (1965)
- The Retention Of Mnemonic Skies (1980)
- New York, New York (1986)
- A Communique from Bomber Command (1990)
- No Energy (1990)
- The Nodal Point of Achievement (1990)
- Spectre of Cancelled Gnostics (1993)
- The Macro of Disobedience (1995)
- Landing in a Degraded World (1999)
- The Loneliness of Noble Nutrients (2003)
- A Progression of Morandi's Premise (2004)
- A Dwelling out of the Classifieds (2004)
- Rendition for an Acceptable Response (2008)
- In the Age of Microwaves (2009)
- Polarization of Limited Space II (2009)
- The Terminus of Farce (2009)
- Ambition Thwarted by Indifference (2009)
- The Needle in Monet's Haystack (2009)
- A Climax of Containers (2009)

## Filmographie

### Comme producteur et scénariste
- 1977 : Nightmare in Blood de John Stanley

## Prix et distinctions
- Nomination au Prix Edgar-Allan-Poe de la meilleure parution en livre de poche en 1977 pour The Dark Side.
- Nomination au Prix Edgar-Allan-Poe de la meilleure parution en livre de poche en 1985 pour Words Can Kill.